# Asagena pulcher
Asagena pulcher là một loài nhện trong họ Theridiidae.
Loài này thuộc chi Asagena. Asagena pulcher được Eugen von Keyserling miêu tả năm 1884.